# Harmonium (album de Vanessa Carlton)
Pour les articles homonymes, voir Harmonium (homonymie).
Albums de Vanessa Carlton
Be Not Nobody
(2002) Heroes & Thieves
(2007)
Singles
1. White Houses
Sortie : 30 août 2004

Harmonium est le deuxième album studio de Vanessa Carlton, sorti le 21 octobre 2004
L'album s'est classé 33e au Billboard 200.

## Liste des titres
| No  | Titre                         | Auteur                           | Durée |
| --- | ----------------------------- | -------------------------------- | ----- |
| 1.  | White Houses                  | Vanessa Carlton, Stephan Jenkins | 3:45  |
| 2.  | Who's to Say                  | Carlton, Jenkins                 | 4:51  |
| 3.  | Annie                         | Carlton, Jenkins                 | 4:48  |
| 4.  | San Francisco                 | Carlton                          | 4:12  |
| 5.  | Afterglow                     | Carlton                          | 3:56  |
| 6.  | Private Radio                 | Carlton, Jenkins                 | 2:59  |
| 7.  | Half a Week Before the Winter | Carlton                          | 3:27  |
| 8.  | C'est la Vie                  | Carlton                          | 2:34  |
| 9.  | Papa                          | Carlton                          | 2:39  |
| 10. | She Floats                    | Carlton                          | 5:15  |
| 11. | The Wreckage                  | Carlton                          | 4:49  |